# Renat Dwbïnskïý
Renat Vyaçeslavovïç Dwbïnskïý (in kazako Ренат Вячеславович Дубинский?, in russo Ренат Вячеславович Дубинский?, Renat Vjačeslavovič Dubinskij; Aqtau, 6 maggio 1979) è un ex calciatore kazako, di ruolo difensore.